# Prosoplus demarzi
Prosoplus demarzi är en skalbaggsart som beskrevs av Stefan von Breuning 1963. Prosoplus demarzi ingår i släktet Prosoplus och familjen långhorningar. Inga underarter finns listade i Catalogue of Life.